# 훼미리 사이즈 피자
"훼미리 사이즈 피자"(Family Size Pizza)는 한국에서 제작된 김경미 감독의 2006년 영화이다. 이지완 등이 주연으로 출연하였다.

## 출연
- 이지완
- 유채목